# Теорема Линника
Теорема Линника — утверждение теории чисел, являющееся усилением теоремы Дирихле о простых числах в арифметической прогрессии. Теорема даёт верхнюю оценку на значение чисел, существование которых доказывает теорема Дирихле.
Теорема доказана Юрием Линником в 1944 году.
Для доказательства был использован математический аппарат характеров и функций Дирихле, типичный для задач, связанных с простыми числами в бесконечных арифметических прогрессиях.

## Формулировка
| Для взаимопростых чисел {\displaystyle a,d} {\displaystyle (a<d)} обозначим через {\displaystyle p(a,d)} минимальное число в прогрессии вида {\displaystyle a+nd,n=0,1,2,\dots }, являющееся простым. Существуют такие абсолютные константы {\displaystyle c,L}, что для любых взаимопростых {\displaystyle a,d} {\displaystyle (a<d)} выполняется {\displaystyle p(a,d)<cd^{L}} |

## Другие свойства и гипотезы
Из обобщённой гипотезы Римана следовало бы, что
{\displaystyle p(a,d)\leq \varphi (d)^{2}{(\ln d)}^{2}},
где {\displaystyle \varphi } — функция Эйлера.
Существует также гипотеза, что {\displaystyle p(a,d)<d^{2}}

## Улучшение оценок на показатель L
Показатель {\displaystyle L} в оценке {\displaystyle p(a,d)<cd^{L}} иногда называют константой Линника. Хотя ещё первая работа Линника показывала, что эта константа эффективно вычислима, однако в работе не делались попытки вычислить точное её значение. Впоследствии константа Линника многократно улучшалась. Ниже приведена история этих улучшений.
| L ≤   | Год публикации | Автор              |
| ----- | -------------- | ------------------ |
| 10000 | 1957           | Пан Ченгдонг       |
| 5448  | 1958           | Пан Ченгдонг       |
| 777   | 1965           | Chen Jingrun       |
| 630   | 1971           | Matti Jutila       |
| 550   | 1970           | Matti Jutila       |
| 168   | 1977           | Chen Jingrun       |
| 80    | 1977           | Matti Jutila       |
| 36    | 1977           | Сидней Грэхем      |
| 20    | 1981           | Сидней Грэхем      |
| 17    | 1979           | Chen Jingrun       |
| 16    | 1986           | Вонг               |
| 13,5  | 1989           | Chen Jingrun и Liu |
| 8     | 1990           | Вонг               |
| 5,5   | 1992           | Хиз-Браун          |
| 5,18  | 2009           | Xylouris           |
| 5     | 2011           | Xylouris           |